# Soleil (Brisbane)
Soleil es un  rascacielos situado en el 495 de Adelaide Street, Brisbane, Australia. La construcción comenzó a principios de 2009 y es en la actualidad el edificio más alto de Brisbane.
Contiene 25 plantas de residencias con servicios y 43 plantas de apartamentos privados. En total hay 464 apartamentos. Está situado en un rincón relativamente pequeño, de 1500 m², con acceso trasero desde Arch Lane. El esbelto edificio alberga 10 plantas de aparcamiento de coches, lo que requirió una de las mayores excavaciones de la historia de Brisbane. El espacio comercial de cafés y restaurantes está suministrado entre tres plantas.
El primer diseño del edificio para la parcela fue rechazado por el Ayuntamiento de Brisbane. Este diseño fue descrito como pésimo y habría aumentado el impacto en la congestión del tráfico. A finales de junio de 2008, se presentó un nuevo diseño al ayuntamiento y fue aprobado.
El edificio fue completado a principios de 2012, aunque fue abierto oficialmente por la primera ministra de Queensland, Anna Bligh y el jefe de Meriton, Harry Triguboff el 20 de septiembre de 2011.